# تجمع

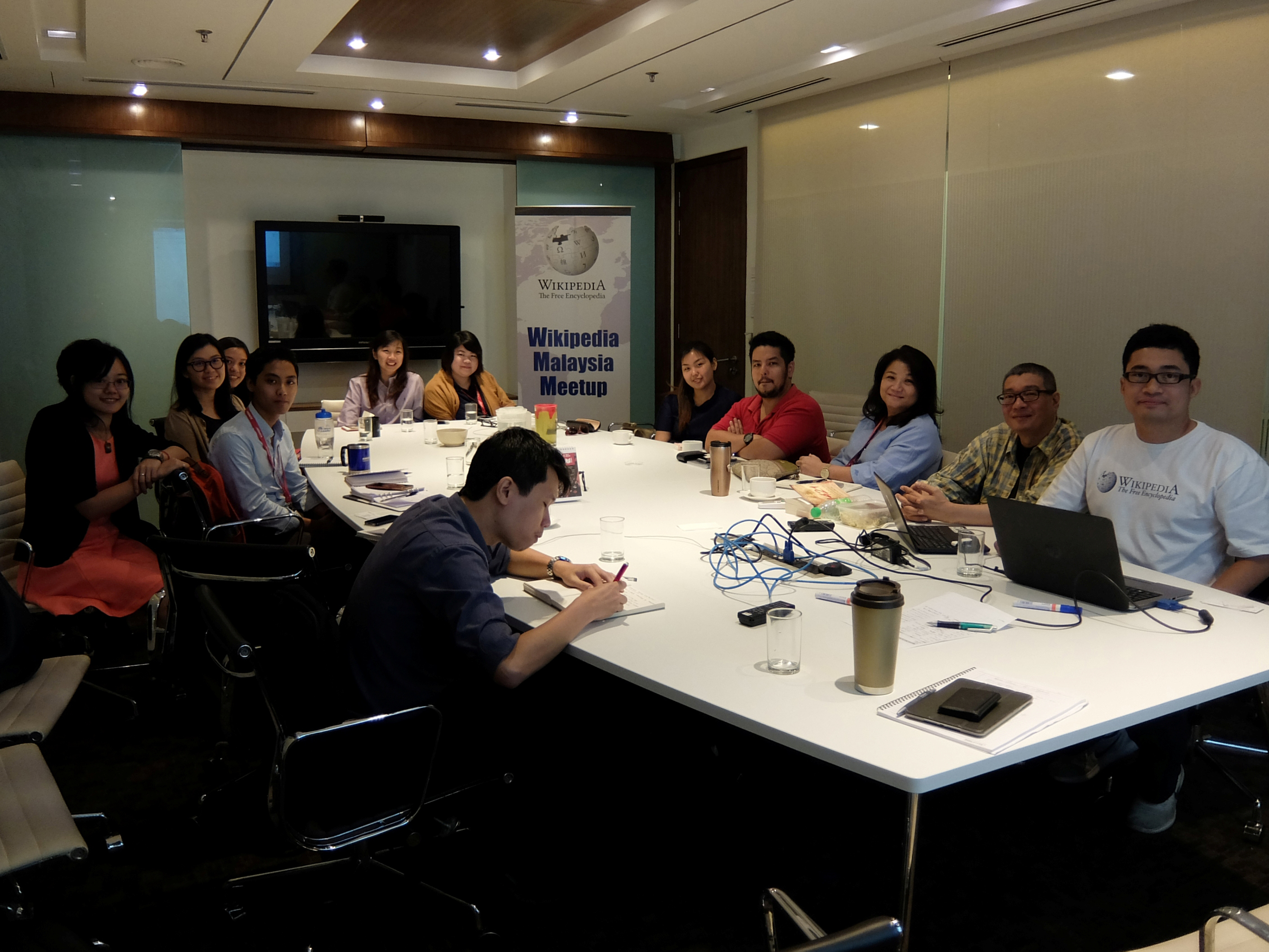
تجمع

جلسه، گردهمایی، تجمع یا میتینگ به یک قرار دو یا چند نفر گویند که به دور یکدیگر جمع می‌شوند و در مورد موضوع یا موضوعاتی به گفتگو می‌پردازند.

## تعریف
قرار به یک روند یا عملی گفته می شود که دور هم جمع شدن را برای ایجاد یک محفل شامل می‌شود.